# Isabel Jewell
Isabel Jewell (Shoshoni, 19 luglio 1907 – Los Angeles, 5 aprile 1972) è stata un'attrice statunitense.

## Biografia
Isabel Jewell crebbe in un ranch del Wyoming e divenne un'abile cavallerizza. Compì gli studi all'Hamilton College nel Kentucky e lavorò per alcuni anni al seguito di compagnie di giro, prima di debuttare a Broadway nel 1930. Conquistò un certo successo partecipando alle rappresentazioni di Up Pops the Devil (1930) e Blessed Event (1932). Di quest'ultima commedia la Warner Brothers trasse nello stesso anno una versione cinematografica, intitolata in italiano La cronaca degli scandali, nella quale l'attrice fu chiamata a interpretare il ruolo non accreditato di Dorothy Lane, una telefonista senza peli sulla lingua.
Durante gli anni trenta, la bionda e minuta attrice apparve in numerosi film di qualità, ma solitamente in parti secondarie. Riuscì a evitare di ridursi allo stereotipo della bionda platino e interpretò i personaggi più svariati, sia negativi come la fidanzata del gangster nei drammi Le due strade (1934), con Clark Gable e William Powell, e Le 5 schiave (1937), con Humphrey Bogart e Bette Davis, e la prostituta in Orizzonte perduto (1937), sia ragazze vittime delle vicissitudini della vita, come la piccola e patetica cucitrice che accompagna terrorizzata Ronald Colman alla ghigliottina in Le due città (1935).
Dopo essere apparsa nel celebre Via col vento (1939), nel ruolo di Emma Slattery, la Jewell proseguì brillantemente la carriera anche nella prima metà degli anni quaranta, con apparizioni nei film Passaggio a Nord-Ovest (1940), Una pallottola per Roy (1941) e gli horror a basso budget L'uomo leopardo (1943) e La settima vittima (1944), entrambi prodotti da Val Lewton.
Dopo la metà del decennio la carriera dell'attrice declinò bruscamente verso brevi ruoli non accreditati in film come La fossa dei serpenti (1948) e Infedelmente tua (1948), e partecipazioni a film western come La terra dei senza legge (1946) e Pistole puntate (1948), in entrambi i quali interpretò il ruolo di Belle Starr. Dagli anni cinquanta le sue apparizioni furono prevalentemente televisive, in particolare nelle serie Royal Playhouse (1952), Climax! (1957), Gli intoccabili (1962), Gunsmoke (1965). Recitò anche in radiodrammi come This is Your FBI.
L'ultima apparizione sul grande schermo della Jewell risale al 1972 nel B movie Sensualità morbosa, primo film diretto dal futuro premio Oscar Curtis Hanson.
Sposata due volte, con Owen Crump e con Paul Marion, Isabel Jewell morì a Los Angeles il 5 aprile 1972, all'età di 64 anni.

## Filmografia

### Cinema
- The Week End Mystery, regia di Arthur Hurley (1931) – cortometraggio
- La cronaca degli scandali (Blessed Event), regia di Roy Del Ruth (1932) – non accreditata
- The Crime of the Century, regia di William Beaudine (1933) – non accreditata
- Anime alla deriva (Bondage), regia di Alfred Santell (1933)
- Beauty for Sale, regia di Richard Boleslawski (1933)
- Argento vivo (Bombshell), regia di Victor Fleming (1933)
- Day of Reckoning, regia di Charles Brabin (1933)
- Advice to the Lovelorn, regia di Alfred L. Werker (1933)
- The Women in His Life, regia di George B. Seitz (1933)
- Ritorno alla vita (Counsellor at Law), regia di William Wyler (1933)
- Partita a quattro (Design for Living), regia di Ernst Lubitsch (1933)
- Let's Be Ritzy, regia di Edward Ludwig (1934)
- Le due strade (Manhattan Melodrama), regia di W. S. Van Dyke (1934)
- Here Comes the Groom, regia di Edward Sedgwick (1934)
- She Had to Choose, regia di Ralph Cedar (1934)
- L'amante sconosciuta (Evelyn Prentice), regia di William K. Howard (1934)
- I've Been Around, regia di Philip Cahn (1934)
- L'ombra del dubbio (Shadow of Doubt), regia di George B. Seitz (1935)
- Times Square Lady, regia di George B. Seitz (1935)
- Dalle 7 alle 8 (The Casino Murder Case), regia di Edwin L. Marin (1935)
- Amore folle (Mad Love), regia di Karl Freund (1935) – scene cancellate
- Le due città (A Tale of Two Cities), regia di Jack Conway e Robert Z. Leonard (1935)
- Brume (Ceiling Zero), regia di Howard Hawks (1936)
- Frenesia di danze (Dancing Feet), regia di Joseph Santley (1936)
- I fucilieri di marina sbarcano (The Leathernecks Have Landed), regia di Howard Bretherton (1936)
- Occhioni scuri (Big Brown Eyes), regia di Raoul Walsh (1936)
- La provinciale (Small Town Girl), regia di William A. Wellman e Robert Z. Leonard (1936)
- 36 Hours to Kill, regia di Eugene Forde (1936)
- L'uomo che visse due volte (The Man Who Lived Twice), regia di Harry Lachman (1936)
- Valiant Is the Word for Carrie, regia di Wesley Ruggles (1936)
- Go West Young Man, regia di Henry Hathaway (1936)
- Career Woman, regia di Lewis Seiler (1936)
- Orizzonte perduto (Lost Horizon), regia di Frank Capra (1937)
- Le 5 schiave (Marked Woman), regia di Lloyd Bacon e Michael Curtiz (1937)
- Love on Toast, regia di Ewald André Dupont (1937)
- Swing It, Sailor!, regia di Raymond Cannon (1938)
- The Crowd Roars, regia di Richard Thorpe (1938)
- They Asked for It, regia di Frank McDonald (1939)
- Ragazze sperdute (Missing Daughters), regia di Charles C. Coleman (1939)
- Via col vento (Gone with the Wind), regia di Victor Fleming (1939)
- Oh Johnny, How You Can Love, regia di Charles Lamont (1940)
- Passaggio a Nord-Ovest (Northwest Passage), regia di King Vidor (1940)
- Irene, regia di Herbert Wilcox (1940)
- Babies for Sale, regia di Charles Barton (1940)
- Scatterbrain, regia di Gus Meins (1940)
- Marked Men, regia di Sam Newfield (1940)
- I due avventurieri (Little Men), regia di Norman Z. McLeod (1940)
- Una pallottola per Roy (High Sierra), regia di Raoul Walsh (1941)
- For Beauty's Sake, regia di Shepard Traube (1941)
- L'uomo leopardo (The Leopard Man), regia di Jacques Tourneur (1943)
- La settima vittima (The Seventh Victim), regia di Mark Robson (1943)
- Danger! Women at Work, regia di Sam Newfield (1943)
- The Falcon and the Co-Eds, regia di William Clemens (1943)
- The Merry Monahans, regia di Charles Lamont (1944)
- Steppin' in Society, regia di Alexander Esway (1945)
- Sensation Hunters, regia di Christy Cabanne (1945)
- La terra dei senza legge (Badman's Territory), regia di Tim Whelan (1946)
- Perfido inganno (Born to Kill), regia di Robert Wise (1947)
- La moglie del vescovo (The Bishop's Wife), regia di Henry Koster (1947)
- Michael O'Halloran, regia di John Rawlins (1948)
- La fossa dei serpenti (The Snake Pit), regia di Anatole Litvak (1948) – non accreditata
- Infedelmente tua (Unfaithfully Yours), regia di Preston Sturges (1948) – non accreditata
- Pistole puntate (Belle Starr's Daughter), regia di Lesley Selander (1948)
- La prigioniera n. 27 (The Story of Molly X), regia di Crane Wilbur (1949) – non accreditata
- La mano nell'ombra (Man in the Attic), regia di Hugo Fregonese (1953)
- Rullo di tamburi (Drum Beat), regia di Delmer Daves (1954)
- La donna del sogno (Bernardine), regia di Henry Levin (1957)
- Ciao! Manhattan, regia di John Palmer e David Weisman (1972)
- Sensualità morbosa (Sweet Kill), regia di Curtis Hanson (1972)

### Televisione
- The Adventures of Kit Carson – serie TV, 1 episodio (1952)
- Royal Playhouse (Fireside Theatre) – serie TV, 1 episodio (1952)
- The Unexpected – serie TV, 1 episodio (1952)
- Mr. & Mrs. North – serie TV, 1 episodio (1952)
- The George Burns and Gracie Allen Show – serie TV, 1 episodio (1953)
- Treasury Men in Action – serie TV, 1 episodio (1955)
- Dr. Christian – serie TV, 1 episodio (1956)
- Matinee Theatre – serie TV, 1 episodio (1956)
- Climax! – serie TV, episodio 4x08 (1957)
- The Aquanauts – serie TV, 1 episodio (1961)
- Lock Up – serie TV, episodio 2x27 (1961)
- Gli intoccabili (The Untouchables) – serie TV, 1 episodio (1962)
- The Crisis – serie TV, 1 episodio (1964)
- Gunsmoke – serie TV, 1 episodio (1965)

## Doppiatrici italiane
- Nella Maria Bonora in L'amante sconosciuta, Le 5 schiave (riedizione del dopoguerra), Orizzonte perduto
- Rosetta Calavetta in Le due città (riedizione del dopoguerra), La terra dei senza legge
- Miranda Bonansea in Passaggio a Nord Ovest
- Marcella Rovena in Infedelmente tua
- Clelia Bernacchi in Rullo di tamburi
- Franca Lumachi in L'uomo leopardo (doppiaggio tardivo)
- Domitilla D'Amico in Orizzonte perduto (ridoppiaggio)